# توکان چوکو
توکان چوکو(نام علمی: Ramphastos brevis) نام یک گونه از سرده توکان است.